# Pelates octolineatus
Pelates octolineatus és una espècie de peix pertanyent a la família dels terapòntids.

## Descripció
Pot arribar a fer 28 cm de llargària màxima. Té 12 espines i 9 radis tous a l'aleta dorsal i 3 espines i 7 radis tous a l'anal.

## Alimentació
És omnívor.

## Hàbitat
És un peix marí i d'aigua salabrosa, demersal i de clima subtropical que viu a les zones costaneres.

## Distribució geogràfica
Es troba a l'Índic oriental: és un endemisme del sud d'Austràlia.

## Observacions
És inofensiu per als humans.